# Комендадор-Леви-Гаспариан
Комендадор-Леви-Гаспариан (порт. Comendador Levy Gasparian) — муниципалитет в Бразилии, входит в штат Рио-де-Жанейро. Составная часть мезорегиона Центр штата Рио-де-Жанейро. Входит в экономико-статистический микрорегион Трес-Риус. Население составляет 8551 человек на 2006 год. Занимает площадь 107,266 км². Плотность населения — 79,7 чел./км².

## История
Город основан 30 июня 1991 года.

## Статистика
- Валовой внутренний продукт на 2003 год составляет 83 217 990,00 реалов (данные: Бразильский институт географии и статистики).
- Валовой внутренний продукт на душу населения на 2003 год составляет 10 071,16 реалов (данные: Бразильский институт географии и статистики).
- Индекс развития человеческого потенциала на 2000 год составляет 0,753 (данные: Программа развития ООН).

## География
Климат местности: горный тропический. В соответствии с классификацией Кёппена, климат относится к категории Cwa.